# Нантер
Нанте́р (фр. Nanterre [nɑ̃.ˈt̪ɛʁ]) — административный центр департамента О-де-Сен, Франция. Один из крупнейших пригородов Парижа, находящийся в 11 километрах от центра французской столицы. Население города — около 90 тыс. жителей.
На его территории расположены учреждения и организации регионального, столичного, общегосударственного и международного значения: префектура департамента Верхняя Сена, Торгово-промышленная Палата Парижа, Танцевальная школа Парижской Оперы, Университет Париж X - Нантер (33 000 студентов), Архитектурная школа, консульства иностранных государств (Марокко, Тунис, Алжир), штаб-квартиры ряда крупных компаний и фирм.
Промышленность представлена такими отраслями как электроника, электротехника, металлургия, автоматика.
В мае 1968 года в Нантере прошли студенческие волнения, приведшие ко всеобщей забастовке, ставшей самой крупной забастовкой в истории рабочих движений Франции, а также к кризису общества и, как выразился в то время де Голль, к «кризису цивилизации».
Почётным гражданином Нантера является советский лётчик-космонавт Владимир Комаров.

## Города-побратимы
1. Уотфорд, Великобритания (1960)
2. Жилина, Словакия (1968)
3. Пезаро, Италия (1969)
4. Великий Новгород, Россия (1988)
5. Крайова, Румыния (1990)
6. Тлемсен, Алжир